# Патрік Стамп
Патрік Вон Стамп (англ. Patrick Vaughn Stump, ім'я при народженні — Patrick Martin Stumph) — американський вокаліст, композитор, гітарист та продюсер, найвідоміший за участю у поп-панк гурті Fall Out Boy.

## Біографія

### Ранні роки
Стамп народився в Еванстоні, штат Іллінойс. У родині Давида, виконавиця народних пісень, та Патрісії (уроджена Вон) Стамп (Stumph), бухгалтера. Він є наймолодшим з трьох дітей. У нього є сестра Меган, і брат на ім'я Кевін, який є скрипалем.
Він виріс в Іллінойсі, навчався в Glenbrook South High School. Його батьки розлучилися, коли йому було вісім років. Спочатку грав на барабанах у різних забігайлівках Чикаго і хардкор панк-гуртах, в тому числі Public Display Of Affection, Xgrinding processX, Patterson, та двох шоу з Arma Angelus.

### Особисте життя
Стамп живе в Чикаго зі своєю дружиною, Елізою Яо (Elisa Yao), з якою він одружився в 2012 році.
15 жовтня 2014 року родина Стамп поповнилась сином, якого вони назвали Деклан (Declan Stump).
Стамп втратив 60 фунтів, коли Fall Out Boy зробили перерву, через проблеми зі здоров'ям, у тому числі астму та переддіабет. Він страждав від високого рівня холестерину і високого кров'яного тиску.
2012 року його обрано членом National Academy of Recording Arts and Sciences's Chicago Chapter Governors.

## Не музичні проєкти
У січні 2008 року, Стамп був запрошений на роль у телесеріалі «Закон і порядок». Він з'явився в другому епізоді 18 сезону як Марті Дресслер, скромний працівник електричної компанії, якого підозрюють у викраденні дружини і дочки керівника. Епізод, «Темрява», який показали 2 січня 2008 року на NBC в рамках двогодинного серії прем'єрі сезону. Були чутки, що йому не заплатили за цей епізод, але він їх розвіяв і сказав, що йому заплатили добре.
Стамп зняв короткометражний фільм в 2009 році, Moustachette, який показали на кінофестивалях. Він вийшов у Інтернеті у вересні 2011 року.
Патріка запросили на роль лаборанта в серіалі «Доктор Хаус» (сезон 8, епізод 17), який транслювався 16 квітня 2012. Він також зіграв епізодичну роль 2008 року у фільмі Секс Драйв разом зі своїм колегами по групі Fall Out Boy.
Він також з'явився в 'The Young Blood Chronicles' — одинадцятичастинному музичному відео в підтримку нового альбому Fall Out Boy — Save Rock and Roll, з колегами по групі.

## Дискографія

### В складіFall Out Boy
- Take This to Your Grave (2003)
- From Under the Cork Tree (2005)
- Infinity on High (2007)
- Folie à Deux (2008)
- Save Rock and Roll (2013)
- American Beauty/American Psycho (2015)

### Сольні альбоми
- 2011 — Soul Punk

### З іншими виконавцями
З іншими виконавцями (selected list)
| Рік  | Пісня                                                                                   | Внесок                                  | Виконавець             | Альбом                                              |
| ---- | --------------------------------------------------------------------------------------- | --------------------------------------- | ---------------------- | --------------------------------------------------- |
| 2005 | «Cupid's Chokehold» #4 Hot 100                                                          | Вокал                                   | Gym Class Heroes       | The Papercut Chronicles                             |
| 2005 | «Everything Is Alright»                                                                 | Вокал                                   | Motion City Soundtrack | Commit This to Memory                               |
| 2006 | «Second Chances»                                                                        | Вокал                                   | October Fall           | A Season In Hell                                    |
| 2006 | «Don't Wake Me Up»                                                                      | Вокал                                   | The Hush Sound         | Like Vines                                          |
| 2006 | «One Day I'll Stay Home»                                                                | Вокал                                   | Misery Signals         | Mirrors                                             |
| 2006 | «Queen of Apology»                                                                      | Ремікс                                  | The Sounds             | Snakes on a Plane: The Album                        |
| 2006 | «伝説の草原»                                                                            | Ремікс                                  | Chemistry              | Re: fo(u)rm                                         |
| 2007 | «If You Could Remember»                                                                 | Вокал                                   | Damnation A.D.         | In This Life or the Next                            |
| 2007 | «One and Only»                                                                          | Співавтор/вокал/гітара                  | Timbaland              | Shock Value                                         |
| 2007 | «Clothes Off!!»                                                                         | Вокал                                   | Gym Class Heroes       | As Cruel as School Children                         |
| 2007 | «Cupid's Chokehold»                                                                     | Вокал                                   | Gym Class Heroes       | As Cruel as School Children                         |
| 2007 | «King of Wishful Thinking»                                                              | Вокал                                   | New Found Glory        | From the Screen to Your Stereo Part II              |
| 2007 | «The City Is at War»                                                                    | Співавтор/виробництво/вокал             | Cobra Starship         | ¡Viva La Cobra!                                     |
| 2007 | «Guilty Pleasure»                                                                       | Співавтор/виробництво/вокал             | Cobra Starship         | ¡Viva La Cobra!                                     |
| 2007 | «One Day, Robots Will Cry»                                                              | Співавтор/виробництво/вокал             | Cobra Starship         | ¡Viva La Cobra!                                     |
| 2007 | «Kiss My Sass»                                                                          | Співавтор/виробництво/вокал             | Cobra Starship         | ¡Viva La Cobra!                                     |
| 2007 | «Damn You Look Good and I'm Drunk (Scandalous)»                                         | Співавтор/виробництво/вокал             | Cobra Starship         | ¡Viva La Cobra!                                     |
| 2007 | «The World Has Its Shine (But I Would Drop It on a Dime)»                               | Співавтор/виробництво/вокал             | Cobra Starship         | ¡Viva La Cobra!                                     |
| 2007 | «Smile for the Paparazzi»                                                               | Співавтор/виробництво/вокал             | Cobra Starship         | ¡Viva La Cobra!                                     |
| 2007 | «Angie»                                                                                 | Співавтор/виробництво/вокал             | Cobra Starship         | ¡Viva La Cobra!                                     |
| 2007 | «Prostitution Is the World's Oldest Profession (And I, Dear Madame, Am a Professional)» | Співавтор/виробництво/вокал             | Cobra Starship         | ¡Viva La Cobra!                                     |
| 2007 | «My Moves Are White (White Hot, That Is)»                                               | Співавтор/виробництво/вокал             | Cobra Starship         | ¡Viva La Cobra!                                     |
| 2007 | «Pleasure Ryland»                                                                       | Співавтор/виробництво                   | Cobra Starship         | ¡Viva La Cobra!                                     |
| 2007 | «Little Weapon»                                                                         | Співавтор/виробництво                   | Лупе Фіаско            | Lupe Fiasco's the Cool                              |
| 2008 | «One of THOSE Nights»                                                                   | Співавтор/виробництво/вокал/інструменти | The Cab                | Whisper War                                         |
| 2008 | «Bounce»                                                                                | Виробництво/вокал/інструменти           | The Cab                | Whisper War                                         |
| 2008 | «That '70s Song»                                                                        | Співавтор                               | The Cab                | Whisper War                                         |
| 2008 | «I'm a Wonder»                                                                          | Співавтор/вокал                         | The Cab                | Whisper War                                         |
| 2008 | «Birthday Girl»                                                                         | Вокал                                   | The Roots              | Rising Down                                         |
| 2008 | «Supersize Me»                                                                          | Виробництво                             | Tyga                   | No Introduction                                     |
| 2008 | «Don't Regret It Now»                                                                   | Виробництво/вокал                       | Tyga                   | No Introduction                                     |
| 2008 | «Woww»                                                                                  | Виробництво                             | Tyga                   | No Introduction                                     |
| 2008 | «Est. (80's Baby)»                                                                      | Виробництво/бек вокал                   | Tyga                   | No Introduction                                     |
| 2008 | «Guilty as Charged (song)»                                                              | Виробництво                             | Gym Class Heroes       | The Quilt                                           |
| 2008 | «Drnk Txt Rmeo»                                                                         | Виробництво                             | Gym Class Heroes       | The Quilt                                           |
| 2008 | «Like Father, Like Son (Papa's Song)»                                                   | Виробництво                             | Gym Class Heroes       | The Quilt                                           |
| 2008 | «Blinded by the Sun»                                                                    | Виробництво/вокал                       | Gym Class Heroes       | The Quilt                                           |
| 2008 | «Catch Me If You Can»                                                                   | Виробництво                             | Gym Class Heroes       | The Quilt                                           |
| 2008 | «Live a Little»                                                                         | Виробництво                             | Gym Class Heroes       | The Quilt                                           |
| 2008 | «No Place to Run»                                                                       | Виробництво                             | Gym Class Heroes       | The Quilt                                           |
| 2008 | «That's What It Takes, Dear»                                                            | Вокал                                   | Kristeen Young         | Music For Strippers, Hookers, and The Odd On-Looker |
| 2008 | «Little Things»                                                                         | Ремікс                                  | Good Charlotte         | Greatest Remixes                                    |
| 2009 | «Open Happiness»                                                                        | Вокал                                   | Coca-Cola Company      | Coke Commercial                                     |
| 2009 | «You're Not In On The Joke»                                                             | Вокал                                   | Cobra Starship         | Hot Mess                                            |
| 2010 | «Feet Don't Fail»                                                                       | Вокал                                   | Claude Kelly           | Unknown                                             |
| 2010 | «The Other Side»                                                                        | Співавтор                               | Bruno Mars             | Doo-Wops & Hooligans                                |
| 2011 | «The Last Hero»                                                                         | Вокал                                   | XV                     | Zero Heroes                                         |
| 2011 | «Bummed Out Blues»                                                                      | Вокал                                   | Murs                   | Mursworld 2011 Winter/Spring                        |
| 2011 | «All Your Heart»                                                                        | Вокал                                   | Transit                | Listen & Forgive                                    |
| 2011 | «Jock Powerviolence»                                                                    | Вокал                                   | Weekend Nachos         | Worthless                                           |
| 2011 | «Everyday»                                                                              | Song cover                              | Триб'ют-альбом         | Listen to Me: Buddy Holly                           |
| 2012 | «Here I Am Alive»                                                                       | Співавтор                               | Yellowcard             | Southern Air                                        |
| 2012 | «Outlines»                                                                              | Співавтор                               | All Time Low           | Don't Panic                                         |
| 2013 | «Picture Perfect»                                                                       | Співавтор                               | Escape the Fate        | Ungrateful                                          |
| 2013 | «Dancing With The Devil»                                                                | Вокал                                   | Krewella               | Get Wet                                             |
| 2013 | «I Stand Alone»                                                                         | Вокал                                   | Robert Glasper         | Black Radio 2                                       |

## Вокальний стиль
Стамп володіє баритоном і тенором і також фальцетом, який охоплює більш як дві октави.